# FIEALD
Le FIEALD (Festival international d'expression artistique libre et désordonnée) est une scène ouverte créée en 1991, à Paris. Elle est connue comme étant la plus ancienne scène ouverte de Paris,. Elle a lieu chaque dimanche et permet à une dizaine d'artistes de passer sur scène pendant cinq minutes. Le spectacle est aussi ponctué par des sketchs d'une troupe de comédiens, et par un groupe de musique.

## Historique
De nombreuses personnalités de l'humour sont passées sur les planches du FIEALD, comme Dany Boon, Gad Elmaleh, Jamel Debbouze, Elie Semoun ou Gustave Parking,,.
Historiquement, le FIEALD se déroulait au théâtre Trévise, et a désormais lieu au théâtre de la scène parisienne , toujours dans le IXe arrondissement de Paris.